# A Nyíregyháza Spartacus FC 2008–2009-es szezonja
A Nyíregyháza Spartacus FC 2008–2009-es szezonja szócikk a Nyíregyháza Spartacus FC első számú férfi labdarúgócsapatának egy idényéről szól.

## Mérkőzések
| Színmagyarázat | Színmagyarázat |
| -------------- | -------------- |
|                | Győzelem.      |
|                | Döntetlen.     |
|                | Vereség.       |

### Soproni Liga 2008–09

#### Őszi fordulók
| 1. forduló 2008. július 26. 20:00 |

| Újpest                         | 1 – 0               | Nyíregyháza Spartacus                          |
| ------------------------------ | ------------------- | ---------------------------------------------- |
| Kabát 40' Vaskó 43' Remili 50' | (1 – 0) Jegyzőkönyv | Belényesi 17' Goia 26' Dosso 43' Lăzăreanu 66′ |

| Szusza Ferenc Stadion, Budapest Nézőszám: 4 449 Játékvezető: Andó-Szabó Sándor (magyar) |

| 2. forduló 2008. augusztus 2. 20:00 |

| Nyíregyháza Spartacus                          | 1 – 0               | BFC Siófok                             |
| ---------------------------------------------- | ------------------- | -------------------------------------- |
| Cornaci 67' 31' Zabos 45' Dosso 56' Lippai 58' | (0 – 0) Jegyzőkönyv | Magasföldi 45' Lipcsei 68' Forgács 84' |

| Nyíregyháza Városi Stadion, Nyíregyháza Nézőszám: 3 000 Játékvezető: Sulyok Gergely (magyar) |

| 3. forduló 2008. augusztus 9. 20:00 |

| Haladás                 | 3 – 0               | Nyíregyháza Spartacus    |
| ----------------------- | ------------------- | ------------------------ |
| Oross 39' Rajos 41' 50' | (2 – 0) Jegyzőkönyv | Lippai 24' Miskolczi 73' |

| Rohonci úti stadion, Szombathely Nézőszám: 5 500 Játékvezető: Szilasi Szabolcs (magyar) |

| 4. forduló 2008. augusztus 17. 20:00 |

| Nyíregyháza Spartacus                                     | 1 – 1               | Debreceni VSC                                |
| --------------------------------------------------------- | ------------------- | -------------------------------------------- |
| Apostu 50' Miskolczi 43' Mboussi 45' Minczér 53' Goia 72' | (0 – 1) Jegyzőkönyv | Leandro 28' Bernáth 41' Takács 48' Szűcs 54' |

| Nyíregyháza Városi Stadion, Nyíregyháza Nézőszám: 7 000 Játékvezető: Szabó Zsolt (magyar) Asszisztensek: Kispál Róbert Pápai Zoltán |

| 5. forduló 2008. augusztus 23. 20:00 |

| Kecskeméti TE                                          | 1 – 1               | Nyíregyháza Spartacus                                                    |
| ------------------------------------------------------ | ------------------- | ------------------------------------------------------------------------ |
| Litsingi 90+2' Savić 44' Schindler 60' Alempijević 78' | (0 – 0) Jegyzőkönyv | Apostu 49' 72' Goia 28' Cornaci 74′ Dosso 76' Zabos 82' Luis Ramos 90+3' |

| Széktói Stadion, Kecskemét Nézőszám: 4 000 Játékvezető: Bognár Tamás (magyar) |

| 6. forduló 2008. augusztus 30. 20:00 |

| Nyíregyháza Spartacus                                                     | 4 – 0               | Rákospalotai EAC                          |
| ------------------------------------------------------------------------- | ------------------- | ----------------------------------------- |
| Apostu 20' 42' 68' Shevel 78' Luis Ramos 18' Miskolczi 22' Bárányos 90+2' | (2 – 0) Jegyzőkönyv | Erős 22′ Balaskó 34' Rása 79' Cseri 90+1' |

| Nyíregyháza Városi Stadion, Nyíregyháza Nézőszám: 4 000 Játékvezető: Bede Ferenc (magyar) |

| 7. forduló 2008. szeptember 13. 20:00 |

| Kaposvári Rákóczi                              | 1 – 0               | Nyíregyháza Spartacus                                             |
| ---------------------------------------------- | ------------------- | ----------------------------------------------------------------- |
| Zahorecz 19' 35' Farkas 46' Obrić 77' Grúz 84′ | (1 – 0) Jegyzőkönyv | Lippai 39' Luis Ramos 50' Cornaci 71′ Miskolczi 77' Mboussi 90+4′ |

| Rákóczi Stadion, Kaposvár Nézőszám: 1 500 Játékvezető: Király Krisztián (magyar) |

| 8. forduló 2008. szeptember 20. 19:00 |

| Nyíregyháza Spartacus         | 3 – 0               | Budapest Honvéd |
| ----------------------------- | ------------------- | --------------- |
| Apostu 36' 63' Luis Ramos 56' | (1 – 0) Jegyzőkönyv |                 |

| Nyíregyháza Városi Stadion, Nyíregyháza Nézőszám: 2 000 Játékvezető: Arany Tamás (magyar) |

| 9. forduló 2008. szeptember 28. 17:30 |

| MTK Budapest               | 1 – 2               | Nyíregyháza Spartacus                                               |
| -------------------------- | ------------------- | ------------------------------------------------------------------- |
| Urbán 44' 73' Lambulić 31' | (1 – 1) Jegyzőkönyv | Apostu 33' (11-esből) Sztojkov 47' Zabos 49' Goia 52' Belényesi 63' |

| Hidegkuti Nándor Stadion, Budapest Nézőszám: 700 Játékvezető: Németh Ádám (magyar) |

| 10. forduló 2008. október 4. 18:00 |

| Nyíregyháza Spartacus                   | 2 – 2               | Diósgyőr                                        |
| --------------------------------------- | ------------------- | ----------------------------------------------- |
| Apostu 19' Miskolczi 63' Luis Ramos 36' | (1 – 2) Jegyzőkönyv | Miličić 6' 24' Tóth 16' 35′ Sebők 47' Honma 67' |

| Nyíregyháza Városi Stadion, Nyíregyháza Nézőszám: 5 000 Játékvezető: Bede Ferenc (magyar) |

| 11. forduló 2008. október 18. 18:00 |

| Paksi FC                                     | 1 – 2               | Nyíregyháza Spartacus                                              |
| -------------------------------------------- | ------------------- | ------------------------------------------------------------------ |
| Kriston 36' Pandur 45' Éger 90′ Tamási 90+3' | (1 – 1) Jegyzőkönyv | Bárányos 23' 90+5' Shevel 45' Perényi 56' Zabos 90' Odrobéna 90+4′ |

| Fehérvári úti stadion, Paks Nézőszám: 2 000 Játékvezető: Solymosi Péter (magyar) |

| 12. forduló 2008. október 26. 18:00 |

| Nyíregyháza Spartacus   | 1 – 1               | Zalaegerszegi TE                          |
| ----------------------- | ------------------- | ----------------------------------------- |
| Nyerges 82' Cornaci 56' | (0 – 0) Jegyzőkönyv | Waltner 53' Davidov 34' Máté 83' Méyé 90' |

| Nyíregyháza Városi Stadion, Nyíregyháza Nézőszám: 4 000 Játékvezető: Veizer Roland (magyar) |

| 13. forduló 2008. november 1. 18:00 |

| Győri ETO | 0 – 1               | Nyíregyháza Spartacus       |
| --------- | ------------------- | --------------------------- |
|           | (0 – 0) Jegyzőkönyv | Sztojkov 60' Luis Ramos 59' |

| ETO Park, Győr Nézőszám: 2 000 Játékvezető: Berger József (magyar) |

| 14. forduló 2008. november 8. 18:00 |

| Nyíregyháza Spartacus              | 1 – 1               | FC Fehérvár |
| ---------------------------------- | ------------------- | ----------- |
| Bárányos 17' Zabos 59' Mboussi 85' | (1 – 0) Jegyzőkönyv | Koller 63'  |

| Nyíregyháza Városi Stadion, Nyíregyháza Nézőszám: 3 500 Játékvezető: Szilasi Szabolcs (magyar) |

| 15. forduló 2008. november 15. 18:00 |

| Vasas                              | 1 – 1               | Nyíregyháza Spartacus           |
| ---------------------------------- | ------------------- | ------------------------------- |
| Németh 9' Paripović 17' Laczkó 42' | (1 – 0) Jegyzőkönyv | Odrobéna 89' 85' Luis Ramos 37' |

| Illovszky Rudolf Stadion, Budapest Nézőszám: 2 500 Játékvezető: Fábián Mihály (magyar) |

#### Tavaszi fordulók
| 16. forduló 2009. február 22. 17:30 |

| Nyíregyháza Spartacus                   | 1 – 3               | Újpest                                                                     |
| --------------------------------------- | ------------------- | -------------------------------------------------------------------------- |
| Apostu 4' (11-esből) 56' Imedasvili 68' | (1 – 1) Jegyzőkönyv | Kabát 25' Mijadinoszki 66' 63' Rajczi 83' Dudić 30' Božić 31' Korcsmár 39' |

| Nyíregyháza Városi Stadion, Nyíregyháza Nézőszám: 2 500 Játékvezető: Iványi Zoltán (magyar) |

| 17. forduló 2009. május 6. 19:00 |

| BFC Siófok                               | 3 – 1               | Nyíregyháza Spartacus                  |
| ---------------------------------------- | ------------------- | -------------------------------------- |
| Sütő 4' Ivancsics 38' Magasföldi 41' 56' | (3 – 0) Jegyzőkönyv | Sztojkov 83' Miskolczi 45' Perényi 73' |

| Révész Géza utcai stadion, Siófok Nézőszám: 400 Játékvezető: Farkas Ádám (magyar) |

| 18. forduló 2009. március 7. 18:00 |

| Nyíregyháza Spartacus              | 0 – 2               | Haladás                                      |
| ---------------------------------- | ------------------- | -------------------------------------------- |
| Perényi 43' Goia 75′ Mboussi 90+2′ | (0 – 0) Jegyzőkönyv | Sipos 53' Kenesei 76' (11-esből) Andorka 86' |

| Nyíregyháza Városi Stadion, Nyíregyháza Nézőszám: 2 000 Játékvezető: Kassai Viktor (magyar) |

| 19. forduló 2009. március 14. 15:00 |

| Debreceni VSC                                        | 4 – 0               | Nyíregyháza Spartacus                                                     |
| ---------------------------------------------------- | ------------------- | ------------------------------------------------------------------------- |
| Rudolf 13' 71' 70' Oláh 48' Dudu 88' Czvitkovics 57' | (1 – 0) Jegyzőkönyv | Minczér 15' Zabos 37' Cornaci 55' Sztojkov 66' Hegedűs 67' Imedasvili 86' |

| Oláh Gábor utcai stadion, Debrecen Nézőszám: 4 500 Játékvezető: Andó-Szabó Sándor (magyar) |

| 20. forduló 2009. március 21. 18:00 |

| Nyíregyháza Spartacus                                                   | 3 – 3               | Kecskeméti TE                                                         |
| ----------------------------------------------------------------------- | ------------------- | --------------------------------------------------------------------- |
| Imedasvili 7' 47' Apostu 11' Miskolczi 88' 83' Minczér 40' Odrobéna 47′ | (2 – 1) Jegyzőkönyv | Montvai 22' 90+2' 79' Yannick 48' Némedi 36' Gyagya 38' Schindler 87' |

| Nyíregyháza Városi Stadion, Nyíregyháza Nézőszám: 1 500 Játékvezető: Szabó Zsolt (magyar) |

| 21. forduló 2009. április 4. 19:00 |

| Rákospalotai EAC                                                   | 1 – 1               | Nyíregyháza Spartacus                |
| ------------------------------------------------------------------ | ------------------- | ------------------------------------ |
| Pomper 26' Kovács 19' Szántai 29' Kőhalmi 57' Dancs 81' Pintér 88' | (1 – 0) Jegyzőkönyv | Hegedűs 73' 83' Perényi 38' Goia 52' |

| Budai II László Stadion, Budapest Nézőszám: 600 Játékvezető: Bognár Tamás (magyar) |

| 22. forduló 2009. április 11. 19:00 |

| Nyíregyháza Spartacus      | 0 – 1               | Kaposvári Rákóczi                   |
| -------------------------- | ------------------- | ----------------------------------- |
| Hegedűs 37' Luis Ramos 87' | (0 – 1) Jegyzőkönyv | Nikolics 27' Bogdán 31' Zsolnai 67' |

| Nyíregyháza Városi Stadion, Nyíregyháza Nézőszám: 1 500 Játékvezető: Vad II. István (magyar) |

| 23. forduló 2009. április 18. 19:00 |

| Budapest Honvéd                         | 1 – 0               | Nyíregyháza Spartacus                                                        |
| --------------------------------------- | ------------------- | ---------------------------------------------------------------------------- |
| Abraham 58' Benjamin 55' Stojaković 84' | (0 – 0) Jegyzőkönyv | Luis Ramos 23' Imedasvili 27' Odrobéna 57' Perényi 72' Mboussi 75' Dosso 76' |

| Bozsik József Stadion, Budapest Nézőszám: 2 000 Játékvezető: Veizer Roland (magyar) |

| 24. forduló 2009. április 25. 19:00 |

| Nyíregyháza Spartacus | 0 – 0               | MTK Budapest         |
| --------------------- | ------------------- | -------------------- |
| Zabos 22' Mboussi 74′ | (0 – 0) Jegyzőkönyv | Nagy 29' Melczer 55' |

| Nyíregyháza Városi Stadion, Nyíregyháza Nézőszám: 5 000 Játékvezető: Bede Ferenc (magyar) |

| 25. forduló 2009. április 28. 19:00 |

| Diósgyőr       | 1 – 0               | Nyíregyháza Spartacus |
| -------------- | ------------------- | --------------------- |
| Lippai 23' 77' | (1 – 0) Jegyzőkönyv | Miskolczi 52'         |

| DVTK-stadion, Miskolc Nézőszám: 6 000 Játékvezető: Arany Tamás (magyar) |

| 26. forduló 2009. május 1. 19:00 |

| Nyíregyháza Spartacus                                 | 2 – 2               | Paksi FC                                          |
| ----------------------------------------------------- | ------------------- | ------------------------------------------------- |
| Miskolczi 82' Fekete 86' Lăzăreanu 52' Imedasvili 65' | (0 – 0) Jegyzőkönyv | Tököli 53' (11-esből) 71' Heffler 14' Nikolov 82' |

| Nyíregyháza Városi Stadion, Nyíregyháza Nézőszám: 3 000 Játékvezető: Szilasi Szabolcs (magyar) |

| 27. forduló 2009. május 9. 19:00 |

| Zalaegerszegi TE                           | 2 – 0               | Nyíregyháza Spartacus                                                              |
| ------------------------------------------ | ------------------- | ---------------------------------------------------------------------------------- |
| Waltner 43' 54' Horváth 27' Miljatovič 78' | (1 – 0) Jegyzőkönyv | Lakatos 8' Luis Ramos 53' Hegedűs 69' Zabos 75' Oláh 79' Minczér 81' Miskolczi 82' |

| ZTE Aréna, Zalaegerszeg Nézőszám: 3 785 Játékvezető: Vad II. István (magyar) |

| 28. forduló 2009. május 16. 19:00 |

| Nyíregyháza Spartacus     | 1 – 1               | Győri ETO                                               |
| ------------------------- | ------------------- | ------------------------------------------------------- |
| Minczér 68' 85' Zabos 74' | (0 – 0) Jegyzőkönyv | Csermelyi 61' Đorđević 12' Böőr 20' Nyári 30' Zámbó 43' |

| Nyíregyháza Városi Stadion, Nyíregyháza Nézőszám: 3 000 Játékvezető: Berger József (magyar) |

| 29. forduló 2009. május 23. 19:00 |

| FC Fehérvár                                          | 2 – 0               | Nyíregyháza Spartacus           |
| ---------------------------------------------------- | ------------------- | ------------------------------- |
| Sitku 15' Alison Silva 75' 40' Horváth 47' Dvéri 81' | (1 – 0) Jegyzőkönyv | Miskolczi 8' Oláh 29' Bakos 89' |

| Sóstói Stadion, Székesfehérvár Nézőszám: 1 508 Játékvezető: Fábián Mihály (magyar) |

| 30. forduló 2009. május 30. 19:00 |

| Nyíregyháza Spartacus                 | 3 – 1               | Vasas                                 |
| ------------------------------------- | ------------------- | ------------------------------------- |
| Goia 8' Sztojkov 64' 66' Odrobéna 50' | (1 – 0) Jegyzőkönyv | Tóth 52' 71' Unierzyski 26' Balog 48' |

| Nyíregyháza Városi Stadion, Nyíregyháza Nézőszám: 2 500 Játékvezető: Németh Ádám (magyar) |

#### A bajnokság végeredménye
| #   | Csapat                    | M  | GY | D  | V  | G+ – G– | GK  | P  | Megjegyzések                  |
| --- | ------------------------- | -- | -- | -- | -- | ------- | --- | -- | ----------------------------- |
| 1.  | Debreceni VSC (B) (I)     | 30 | 21 | 5  | 4  | 70–29   | +41 | 68 | Bajnokok Ligája (selejtező)   |
| 2.  | Újpest (I)                | 30 | 17 | 8  | 5  | 61–38   | +23 | 59 | Európa-liga (2. selejtezőkör) |
| 3.  | Haladás Ú (I)             | 30 | 16 | 5  | 9  | 44–29   | +15 | 53 | Európa-liga (1. selejtezőkör) |
| 4.  | Zalaegerszegi TE          | 30 | 15 | 7  | 8  | 52–44   | +8  | 52 |                               |
| 5.  | Kecskeméti TE Ú           | 30 | 14 | 6  | 10 | 55–44   | +11 | 48 |                               |
| 6.  | FC Fehérvár               | 30 | 14 | 6  | 10 | 42–34   | +8  | 48 |                               |
| 7.  | MTK Budapest CV           | 30 | 13 | 6  | 11 | 43–41   | +2  | 45 |                               |
| 8.  | Győri ETO                 | 30 | 11 | 10 | 9  | 57–41   | +16 | 43 |                               |
| 9.  | Kaposvári Rákóczi         | 30 | 11 | 7  | 12 | 51–46   | +5  | 40 |                               |
| 10. | Vasas                     | 30 | 11 | 5  | 14 | 42–52   | −10 | 38 |                               |
| 11. | Paksi FC                  | 30 | 9  | 8  | 13 | 38–51   | −13 | 35 |                               |
| 12. | Diósgyőr                  | 30 | 9  | 6  | 15 | 29–45   | −16 | 33 |                               |
| 13. | Budapest Honvéd (KGY) (I) | 30 | 8  | 8  | 14 | 31–46   | −15 | 32 | Európa-liga (3. selejtezőkör) |
| 14. | Nyíregyháza Spartacus     | 30 | 7  | 11 | 12 | 32–41   | −9  | 32 |                               |
| 15. | BFC Siófok (K)            | 30 | 8  | 2  | 20 | 30–56   | −26 | 26 | NB II                         |
| 16. | Rákospalotai EAC (K)      | 30 | 3  | 6  | 21 | 33–73   | −40 | 15 | NB II                         |

Utolsó frissítés: 2013. február 19. 
Forrás: MLSZ adatbank 
A rangsorolás alapszabályai: 1. összpontszám, 2. győzelmek száma, 3. egymás elleni eredmények összpontszáma,  4. egymás elleni eredmények gólkülönbsége, 5. egymás elleni eredmények szerzett góljainak száma 6. gólkülönbség, 7. szerzett gólok száma.
(B): Bajnokcsapat, (K): Kieső csapat, (F): Feljutó csapat, (I): Kupainduló, (R): A rájátszás győztese, (KGY): Kupagyőztes

#### Az eredmények összesítése
Az alábbi táblázatban összesítve szerepelnek a Nyíregyháza Spartacus FC 2008/09-es bajnokságban elért eredményei.
| Ősz/tavasz (forduló)    | Otthon | Otthon | Otthon | Otthon | Otthon | Otthon | Otthon | Idegenben | Idegenben | Idegenben | Idegenben | Idegenben | Idegenben | Idegenben |
| Ősz/tavasz (forduló)    | M      | GY     | D      | V      | LG–KG  | GK     | P      | M         | GY        | D         | V         | LG–KG     | GK        | P         |
| ----------------------- | ------ | ------ | ------ | ------ | ------ | ------ | ------ | --------- | --------- | --------- | --------- | --------- | --------- | --------- |
| Őszi szezon (1–15.)     | 7      | 3      | 4      | 0      | 13–5   | +8     | 13     | 8         | 3         | 2         | 3         | 7–9       | –2        | 11        |
| Tavaszi szezon (16–30.) | 8      | 1      | 4      | 3      | 10–13  | –3     | 7      | 7         | 0         | 1         | 6         | 2–14      | –12       | 1         |
| Összesen (1–30.)        | 15     | 4      | 8      | 3      | 23–18  | +5     | 20     | 15        | 3         | 3         | 9         | 9–23      | –14       | 12        |

#### Helyezések fordulónként
| Forduló  | 1  | 2  | 3  | 4  | 5  | 6  | 7  | 8  | 9  | 10 | 11 | 12 | 13 | 14 | 15 | 16 | 17 | 18 | 19 | 20 | 21 | 22 | 23 | 24 | 25 | 26 | 27 | 28 | 29 | 30 |
| -------- | -- | -- | -- | -- | -- | -- | -- | -- | -- | -- | -- | -- | -- | -- | -- | -- | -- | -- | -- | -- | -- | -- | -- | -- | -- | -- | -- | -- | -- | -- |
| Helyszín | I  | O  | I  | O  | I  | O  | I  | O  | I  | O  | I  | O  | I  | O  | I  | O  | I  | O  | I  | O  | I  | O  | I  | O  | I  | O  | I  | O  | I  | O  |
| Eredmény | V  | GY | V  | D  | D  | GY | V  | GY | GY | D  | GY | D  | GY | D  | D  | V  | V  | V  | V  | D  | D  | V  | V  | D  | V  | D  | V  | D  | V  | GY |
| Helyezés | 15 | 10 | 15 | 13 | 12 | 8  | 10 | 7  | 5  | 8  | 6  | 7  | 5  | 5  | 5  | 7  | 10 | 10 | 11 | 12 | 12 | 13 | 14 | 14 | 14 | 14 | 14 | 14 | 14 | 14 |

Helyszín: O = Otthon; I = Idegenben. Eredmény: GY = Győzelem; D = Döntetlen; V = Vereség.

### Magyar kupa
| 3. forduló 2008. szeptember 3. 15:30 |

| Bőcs KSC            | 1 – 0               | Nyíregyháza Spartacus           |
| ------------------- | ------------------- | ------------------------------- |
| Martis 2' Cséke 87' | (1 – 0) Jegyzőkönyv | Zabos 39' Apostu 39' Lippai 63' |

| Bőcs Játékvezető: Farkas Ádám (magyar) |

### Ligakupa

#### Csoportkör (A csoport)
| 1. forduló 2008. október 1. 15:00 |

| Nyíregyháza Spartacus                            | 3 – 0               | Dunakanyar-Vác FC       |
| ------------------------------------------------ | ------------------- | ----------------------- |
| Miskolczi 35' Cornaci 42' Dosso 72' Odrobéna 25' | (2 – 0) Jegyzőkönyv | Horváth 26' Hegedűs 53' |

| Nyíregyháza Városi Stadion, Nyíregyháza Játékvezető: Szöllősi Ferenc (magyar) |

| 2. forduló 2008. október 15. 15:30 |

| Debreceni VSC      | 2 – 1               | Nyíregyháza Spartacus             |
| ------------------ | ------------------- | --------------------------------- |
| Takács 7' Dudu 16' | (2 – 0) Jegyzőkönyv | Lippai 58' Shevel 32' Zaleh 90+3' |

| Oláh Gábor utcai stadion, Debrecen Nézőszám: 800 Játékvezető: Erdős József (magyar) |

| 3. forduló 2008. október 29. 14:00 |

| Nyíregyháza Spartacus                         | 1 – 1               | Diósgyőr       |
| --------------------------------------------- | ------------------- | -------------- |
| Apostu 36' Odrobéna 22' Ambrusz 61' Bakos 74' | (1 – 0) Jegyzőkönyv | Takács 62' 39' |

| Nyíregyháza Városi Stadion, Nyíregyháza Játékvezető: Oláh Gábor (magyar) |

| 4. forduló 2008. november 5. 13:30 |

| Bőcs KSC                               | 2 – 0               | Nyíregyháza Spartacus     |
| -------------------------------------- | ------------------- | ------------------------- |
| Menougong 59' 70' Martis 18' Jeney 20' | (0 – 0) Jegyzőkönyv | Lippai 38' Luis Ramos 78' |

| Bőcs Játékvezető: Király Gergő (magyar) |

| 5. forduló 2008. november 12. 16:00 |

| Vasas                                          | 4 – 1               | Nyíregyháza Spartacus                       |
| ---------------------------------------------- | ------------------- | ------------------------------------------- |
| Laczkó 20' Gyánó 36' 58' Piller 47' Katona 12' | (2 – 0) Jegyzőkönyv | Fekete 75' Nánási 24' Tóth 58' Szilágyi 81' |

| Illovszky Rudolf Stadion, Budapest Játékvezető: Szabó Zsolt (magyar) |

| 6. forduló 2008. november 22. 13:00 |

| Dunakanyar-Vác FC                  | 4 – 2               | Nyíregyháza Spartacus               |
| ---------------------------------- | ------------------- | ----------------------------------- |
| Kovács 36' 45' Rob 65' Hegedűs 71' | (2 – 0) Jegyzőkönyv | Goia 56' Szilágyi 79' Miskolczi 87' |

| Ligeti Stadion, Vác Játékvezető: Arany Tamás (magyar) |

| 7. forduló 2008. november 26. 13:00 |

| Nyíregyháza Spartacus | 2 – 2               | Debreceni VSC                                |
| --------------------- | ------------------- | -------------------------------------------- |
| Dosso 67' Cornaci 83' | (0 – 2) Jegyzőkönyv | Dudu 1' Bogdanović 13' Szatmári 29' Kiss 34' |

| Nyíregyháza Városi Stadion, Nyíregyháza Nézőszám: 200 Játékvezető: Varga László (magyar) |

| 8. forduló 2008. december 6. 15:00 |

| Diósgyőr                | 3 – 1               | Nyíregyháza Spartacus                                             |
| ----------------------- | ------------------- | ----------------------------------------------------------------- |
| Tóth 32' 85' Kamber 48' | (1 – 0) Jegyzőkönyv | Simon 68' 78' Nánási 7' Tóth 51' Lippai 53' Goia 57′ Odrobéna 69' |

| DVTK-stadion, Miskolc Játékvezető: Farkas Ádám (magyar) |

| 9. forduló 2009. február 7. 13:00 |

| Nyíregyháza Spartacus                                 | 4 – 0               | Bőcs KSC |
| ----------------------------------------------------- | ------------------- | -------- |
| Sztojkov 9' 70' Mboussi 78' 37' Lippai 80' Apostu 64' | (1 – 0) Jegyzőkönyv | Ur 32'   |

| Nyíregyháza Városi Stadion, Nyíregyháza Játékvezető: Farkas Ádám (magyar) |

| 10. forduló 2009. február 11. 13:00 |

| Nyíregyháza Spartacus               | 4 – 0               | Vasas        |
| ----------------------------------- | ------------------- | ------------ |
| Mihai-Robert 17' Apostu 26' 27' 39' | (4 – 0) Jegyzőkönyv | Borszéki 26' |

| Nyíregyháza Városi Stadion, Nyíregyháza Játékvezető: Gyarmati II. Tibor (magyar) |

#### Az A csoport végeredménye
| Színmagyarázat | Színmagyarázat                                                 |
| -------------- | -------------------------------------------------------------- |
|                | A csoportelső és csoportmásodik bejutott a negyeddöntőbe.      |
|                | A csoport többi helyezettje nem folytathatta a kupaszereplést. |

| Csapat                | M  | Gy | D | V | Lg | Kg | Gk  | P  |
| --------------------- | -- | -- | - | - | -- | -- | --- | -- |
| Vasas                 | 10 | 6  | 3 | 1 | 31 | 14 | +17 | 21 |
| Diósgyőr              | 10 | 6  | 3 | 1 | 22 | 9  | +13 | 21 |
| Debreceni VSC         | 10 | 3  | 3 | 4 | 22 | 19 | +3  | 12 |
| Nyíregyháza Spartacus | 10 | 3  | 2 | 5 | 19 | 18 | +1  | 11 |
| Bőcs KSC              | 10 | 3  | 1 | 6 | 15 | 27 | -12 | 10 |
| Vác-Újbuda LTC        | 10 | 3  | 0 | 7 | 13 | 35 | -22 | 9  |